# 蒂芬巴赫 (兰茨胡特县)
蒂芬巴赫（德語：Tiefenbach，發音：[ˈtiːfn̩bax]）是德国巴伐利亚州下巴伐利亚行政区兰茨胡特县的市镇，总面积24.72平方千米，2023年12月31日总人口为4,069人。